# Félix Mesguich
Félix Mesguich (Argélia, 16 de setembro de 1871 — Paris, 25 de abril de 1949) foi um operador cinematográfico francês. Juntamente com Alexandre Promio, é considerado um dos primeiros  repórteres do cinema.
Foi enviado pelos irmãos Lumière aos quatro cantos do mundo e é, por exemplo, expulso da Rússia por ultraje público depois de ter filmado Caroline Otero La belle Otero a dançar com um oficial Russo. Em 1902, começa a trabalhar para Charles Urban e filma na Eutopa, na Turquia, no Cáucaso, na Rússia, na Mongólia, etc.
Félix Mesguich estava em São Petersburgo quando começa a Revolução Russa em 1905, em Rambouillet para filmar as partidas da caça de Afonso XIII de Espanha et de Émile Loubet, na festa dos viticultors em Vevey na Suíça, no avião de Wilbur Wright em Pau em 1908, o que constitui o primeiro filme a bordo de um avião, em 1909 dá a volta ao mundo donde traz filmagens ...